# 黑澤爾格林鎮區 (愛荷華州特拉華縣)
黑澤爾格林鎮區（英語：Hazel Green Township）是位於美國愛荷華州特拉華縣的一個行政鎮區。

## 地方資料
根據2010年美國人口普查的數據，黑澤爾格林鎮區的面積為93.34平方千米，當中陸地面積為93.34平方千米，而水域面積為0.00平方千米。當地共有人口408人，而人口密度為每平方千米4.37人。